# 福祿壽牌
福祿壽牌，是流傳於湖北武漢等地區的上大人牌遊戲，玩法與摳經類似。

## 牌具

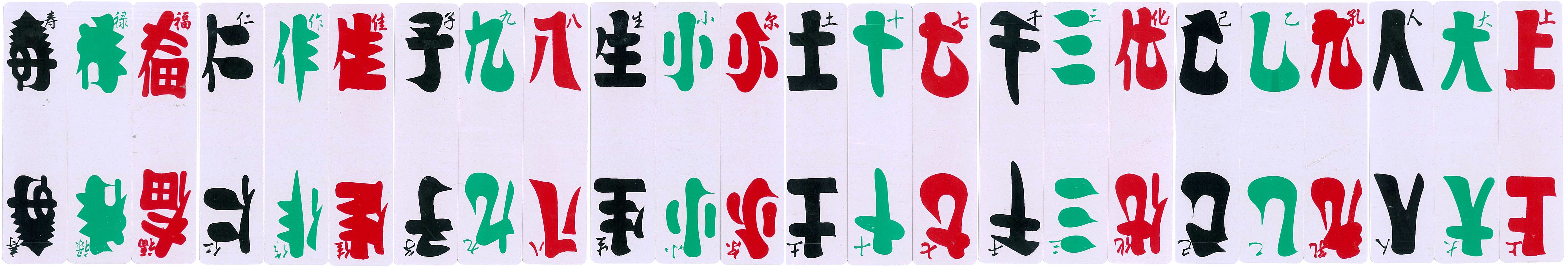
福祿壽牌

牌具屬於上大人牌的三色福祿壽牌，有「上大人、孔乙己、化三千、七十士、爾小生、八九子、佳作仁、福祿壽。」二十四字，每種四張，共九十六張。三個连续字为一句，共八句。每句第一字為紅色牌；第二字為綠色牌；第三字為黑色牌。

## 牌規

### 流程
- 三到四人遊戲。
- 莊家摸二十張，閒家摸十九張。
- 行牌類似麻將，同樣有吃、碰、槓，差別如下。
  - 吃牌需同一句的牌才能吃牌，該牌型稱為句。
  - 明刻稱為對牌，不能補槓。
  - 明槓稱為开毛，過牌不能再明槓。
  - 暗槓稱為毛。
- 只有同句的兩牌，稱為半卯，不必為相連牌。
- 上、七、福稱為精。
- 以組成五面子、一半卯，並且達成規定的胡數以上才能胡牌。有精的牌需21胡，稱為屁胡；沒有精牌需11胡。[1]

### 牌值
- 牌型的胡數不詳。
- 21胡的屁胡，2分；若41胡以上，稱為台胡，4分；若51胡以上，稱為翻台胡，8分。若是自摸、或碰碰胡，再各別加上加2分。
- 沒有上、七、福的任何牌，稱為清胡，4分；若22胡以上，稱為清台胡，8分。
- 沒有上、大、人、七、十、士、福、祿、壽的任何牌，稱為枯胡，12分；若21胡以上，24分。
- 牌全是黑色牌、或綠色牌的牌分別叫黑胡、綠胡，皆14分。[1]

## 外部連結
- 遊戲影片，為每種牌六張的福祿壽牌